# Internationale Tourismus-Börse Berlin
Az Internationale Tourismus-Börse Berlin (rövidítése ITB Berlin, magyarul Berlini Nemzetközi Turisztikai Börze) egy idegenforgalmi szakvásár és kiállítás. Minden év márciusában a berlini vásárvárosban rendezik meg. A világ legjelentősebb turisztikai szakvásárai közé sorolják, ahol a kiállítók megközelítőleg 5 milliárd € forgalmat jegyeznek. A szakvásár létrehozása Manfred Busche nevéhez fűződik, akinek kezdeményezésére 1966-ban rendezték meg első alkalommal.

## Külső hivatkozás
- Az ITB Berlin hivatalos honlapja